# Thibaud Chapelle
Thibaud Chapelle (født 9. maj 1977 i Bron, Frankrig) er en fransk tidligere roer.
Chapelle vandt bronze i letvægtsdobbeltsculler ved OL 2000 i Sydney. Hans makker i båden var Pascal Touron. Franskmændene sikrede sig tredjepladsen efter en finale, hvor Polen og Italien tog guld- og sølvmedaljerne. Det var det eneste OL han deltog i.
Chapelle vandt desuden en VM-bronzemedalje i letvægtsdobbeltsculler ved VM 2001 i Luzern.

## OL-medaljer
- 2004:  Bronze i letvægtsdobbeltsculler